# Списак цркава Епархије сремске
Следи списак цркви Епархије сремске по Архијерејским намесништвима

## Архијерејско намесништво Земунско
| Архијерејско намесништво Земунско |                                        |           |            |                                                           |
| Слика                             | назив цркве                            | место     | подигнута  | напомена                                                  |
|                                   | Црква Светог архангела Гаврила         | Ашања     | 1838.      |                                                           |
|                                   | Црква Светог архангела Гаврила         | Батајница | 1780.      | Представља споменик културе                               |
|                                   | Црква Рођења Пресвете Богородице       | Батајница | 1993.      |                                                           |
|                                   | Црква Светог Јована Шангајског         | Батајница | у изградњи |                                                           |
|                                   | Црква Светог Саве                      | Бечмен    | 1795—1810. | Представља непокретно културно добро као споменик културе |
|                                   | Црква преподобне мати Параскеве        | Бољевци   | 1798—1800. |                                                           |
|                                   | Црква Светих Ћирила и Методија         | Бусије    |            |                                                           |
|                                   | Црква Вазнесења Господњег              | Деч       | 1829—1831. | Представља споменик културе од великог значаја            |
|                                   | Црква Светог Николе                    | Добановци | 1803.      | Представља споменик културе                               |
|                                   | Црква Вазнесења Господњег              | Јаково    | 1807—1810. |                                                           |
|                                   | Црква Светог Николе                    | Карловчић | 1789.      | Представља споменик културе од великог значаја            |
|                                   | Црква Благовештења Пресвете Богородице | Крњешевци | 1822.      |                                                           |
|                                   | Црква свете Тројице                    | Купиново  | 1802—1810. |                                                           |
|                                   | Црква Светог апостола Луке             | Купиново  | 1456.      | Представља споменик културе од изузетног значаја          |
|                                   | Црква Преображења Господњег            | Обреж     | 1749.      | Представља споменик културе од великог значаја            |
|                                   | Црква Рођења Светог Јована Крститеља   | Петровчић | 1845.      |                                                           |
|                                   | Црква Светог архангела Гаврила         | Прогар    | 1799.      | Представља споменик културе                               |
|                                   | Црква преподобне мати Параскеве        | Сурчин    | 1788.      | Представља споменик културе                               |
|                                   | Црква Светог апостола Матеја           | Сурчин    | 2018.      |                                                           |
|                                   | Црква Светог великомученика Георгија   | Угриновци | 1788.      |                                                           |
|                                   | Црква Светог Николе                    | Шимановци | 1791.      | Представља споменик културе од великог значаја            |

## Архијерејско намесништво Подунавско
| Архијерејско намесништво Подунавско |                                             |                  |                        |                                                |
| Слика                               | назив цркве                                 | место            | подигнута              | напомена                                       |
|                                     | Црква Светог великомученика Георгија        | Баноштор         | 1819.                  | Представља споменик културе од великог значаја |
|                                     | Црква Преображења Господњег                 | Беочин (село)    | 1726.                  | Представља споменик културе од великог значаја |
|                                     | Црква Светог Василија Острошког             | Беочин           | 2000.                  |                                                |
|                                     | Црква Вазнесења Господњег                   | Буковац          | 1794—1807.             | Представља споменик културе од великог значаја |
|                                     | Црква Чудо Светог архангела Михаила         | Визић            | 1822.                  |                                                |
|                                     | Црква Светог архангела Гаврила              | Грабово          | 1856.                  | Црква је преименована у манастир               |
|                                     | Црква Светог Николе                         | Ириг             | 1732.                  | Представља споменик културе од великог значаја |
|                                     | Црква Успенија Пресвете Богородице          | Ириг             | 1761.                  | Представља споменик културе од великог значаја |
|                                     | Црква Светог великомученика Теодора Тирона  | Ириг             | 1780.                  | Представља споменик културе од великог значаја |
|                                     | Црква Светог Николе                         | Стари Лединци    | 1827—1829.             |                                                |
|                                     | Црква свете Тројице                         | Нови Лединци     | у изградњи             |                                                |
|                                     | Црква Светих Козме и Дамјана                | Нештин           | 1759.                  |                                                |
|                                     | Црква свете великомученице Марине           | Парагово         | темељи освештани 2004. |                                                |
|                                     | Црква Светог апостола Павла                 | Петроварадин     | 1922.                  |                                                |
|                                     | Црква преподобне мати Параскеве             | Петроварадин     |                        |                                                |
|                                     | Црква Светог исповедника Варнаве Беочинског | Петроварадин     |                        |                                                |
|                                     | Црква Ваведења Пресвете Богородице          | Свилош           | крајем 17. века        |                                                |
|                                     | Црква Рођења Пресвете Богородице            | Сремска Каменица | 1742—1758.             | Представља споменик културе од великог значаја |
|                                     | Црква—капела Светог Нектарија Егинског      | Сремска Каменица |                        | на Институту КВБ у Сремској Каменици           |
|                                     | Црква Светог пророка Илије                  | Сремска Каменица | у изградњи             |                                                |
|                                     | Црква Светог архангела Гаврила              | Сусек            | 1770.                  | Представља споменик културе од великог значаја |
|                                     | Црква Светог Саве                           | Черевић          | 1819.                  | Представља споменик културе од великог значаја |
|                                     | Црква Светог великомученика Георгија        | Ривица           | 1734.                  |                                                |
|                                     | Црква Светог пророка Илије                  | Ривица           | у изградњи             |                                                |

## Архијерејско намесништво Румско
| Архијерејско намесништво Румско |                                                |               |            | |
| Слика                           | назив цркве                                    | место         | подигнута  | напомена |
|                                 | Црква Светог архангела Гаврила                 | Брестач       | 1750.      | |
|                                 | Црква Рођења светог Јована Крститеља           | Суботиште     | 1797.      | Представља споменик културе од великог значаја                                                                             |
|                                 | Црква Светих архангела Михаила и Гаврила       | Буђановци     | 1763.      | Представља споменик културе од великог значаја                                                                             |
|                                 | Црква Рођења Пресвете Богородице               | Витојевци     | 1983.      | |
|                                 | Црква Светог Николе                            | Вогањ         | 1750—1756. | Представља споменик културе од великог значаја                                                                             |
|                                 | Црква Рођења светог Јована Претече и Крститеља | Врдник        | 1777.      | Представља споменик културе од великог значаја                                                                             |
|                                 | Црква Светог великомученика Георгија           | Грабовци      | 1742.      | |
|                                 | Црква Светог Николе                            | Добринци      | 1742.      | Представља споменик културе од великог значаја                                                                             |
|                                 | Црква Светог Николе                            | Јазак         | 1774.      | Представља споменик културе од великог значаја                                                                             |
|                                 | Црква Светог Николе                            | Кленак        | 1790.      | |
|                                 | Црква Светог Николе                            | Краљевци      | 1733.      | Представља споменик културе од великог значаја                                                                             |
|                                 | Црква Светог Николе                            | Мали Радинци  | 1972.      | |
|                                 | Црква Вазнесења Господњег                      | Никинци       | 1992.      | |
|                                 | Црква Светог Николе                            | Огар          | 1747.      | |
|                                 | Црква Светих апостола Петра и Павла            | Доњи Товарник | 1970.      | |
|                                 | Црква Светог архангела Гаврила                 | Платичево     | 1778.      | Представља споменик културе од великог значаја.                                                                            |
|                                 | Црква Светог Николе                            | Павловци      | 2014.      | Храм преноса моштију светог оца Николаја из 1797. године порушен је до темеља у Другом светском рату. Подигнута нова црква |
|                                 | Црква Светог великомученика Георгија           | Хртковци      | 1994.      | |
|                                 | Црква Светог пророка Илије                     | Жарковац      |            | |
|                                 | Црква Силаска Светог Духа на апостоле          | Рума          | 1844.      | Представља споменик културе од великог значаја.                                                                            |
|                                 | Црква Светог Николе                            | Рума          | 1758.      | Представља споменик културе од великог значаја.                                                                            |
|                                 | Црква Вазнесења Господњег                      | Рума          | 1761.      | Представља споменик културе од великог значаја.                                                                            |
|                                 | Црква Сабора Српских Светитеља                 | Рума          | 2007.      | |

## Архијерејско намесништво Сремскокарловачко
| Архијерејско намесништво Сремскокарловачко |                                        |                  |               |                                                  |
| Слика                                      | назив цркве                            | место            | подигнута     | напомена                                         |
|                                            | Црква Ваведења Пресвете Богородице     | Бешка            | 1771.         | Представља споменик културе од великог значаја.  |
|                                            | Црква Сретења Господњег                | Крушедол         | 1509—1512.    | Представља споменик културе од изузетног значаја |
|                                            | Црква Светог Николе                    | Крчедин          | 1781.         | Представља споменик културе од изузетног значаја |
|                                            | Црква Светог Саве                      | Марадик          | 1777.         | Представља споменик културе од изузетног значаја |
|                                            | Црква Светог Николе                    | Нерадин          | 1734.         | Представља споменик културе од великог значаја   |
|                                            | Црква Сретења Господњег                | Нови Карловци    | 1796.         |                                                  |
|                                            | Црква Преображења Господњег            | Нови Сланкамен   | 1910.         |                                                  |
|                                            | Црква Светог Николе                    | Стари Сланкамен  | 1468.         | Представља споменик културе од изузетног значаја |
|                                            | Саборна црква светог оца Николаја      | Сремски Карловци | 1758—1762.    | Представља споменик културе од изузетног значаја |
|                                            | Црква Ваведења Пресвете Богородице     | Сремски Карловци | крај 15. века |                                                  |
|                                            | Црква Светих апостола Петра и Павла    | Сремски Карловци | 16. век       |                                                  |
|                                            | Црква Ваведења Пресвете Богородице     | Инђија           | 1750.         | Представља споменик културе од великог значаја   |
|                                            | Црква Светог цара Константина и Јелене | Инђија           | 2005.         |                                                  |
|                                            | Црква Светог великомученика Георгија   | Инђија           | 2003.         |                                                  |
|                                            | Црква Успења Пресвете Богородице       | Љуково           | 1997.         |                                                  |
|                                            | Црква Светог Николе                    | Доњи Петровци    | 1789.         | Представља споменик културе од великог значаја   |
|                                            | Црква Светог архангела Гаврила         | Путинци          | 1840.         |                                                  |
|                                            | Црква Светог Николе                    | Чортановци       | 1827—1829.    | Представља споменик културе од великог значаја   |
|                                            | Црква Преображења Господњег            | Шатринци         | 1761.         | Представља споменик културе од великог значаја   |

## Архијерејско намесништво Сремскомитровачко
| Архијерејско намесништво Сремскомитровачко |                                                |                   |                   |                                                       |
| Слика                                      | назив цркве                                    | место             | подигнута         | напомена                                              |
|                                            | Црква Светог архангела Гаврила                 | Бешеново          | 1814.             |                                                       |
|                                            | Црква Рођења светог Јована Претече и Крститеља | Босут             | 1802.             | Порушен у Другом светском рату, нови храм у изградњи. |
|                                            | Црква Светог архангела Гаврила                 | Велики Радинци    | 1780.             | Представља споменик културе од великог значаја        |
|                                            | Црква Светог архангела Гаврила                 | Гргуревци         | 1754.             | Представља споменик културе од великог значаја        |
|                                            | Црква Светог великомученика Георгија           | Дивош             | 1769.             | Представља споменик културе од великог значаја        |
|                                            | Црква Светог великомученика Георгија           | Јарак             | 1771.             | Представља споменик културе од великог значаја        |
|                                            | Црква Светих Козме и Дамјана                   | Кузмин            | 1773.             | Представља споменик културе од великог значаја        |
|                                            | Црква Светог архангела Гаврила                 | Лаћарак           | 1717.             | Представља споменик културе од великог значаја        |
|                                            | Црква Светог великомученика Георгија           | Лежимир           | 1764.             | Представља споменик културе од великог значаја        |
|                                            | Црква Светог великомученика Георгија           | Манђелос          | 1798—1802.        | Представља споменик културе од великог значаја        |
|                                            | Црква Светог Николе                            | Мартинци          | половина 18. века | Представља споменик културе од великог значаја        |
|                                            | Саборни храм светог великомученика Димитрија   | Сремска Митровица | 1794.             | Представља споменик културе од великог значаја        |
|                                            | Црква Светог Стефана                           | Сремска Митровица | 17. век           | Представља споменик културе од изузетног значаја      |
|                                            | Црква светих сирмијских мученика               | Сремска Митровица | 1994.             |                                                       |
|                                            | Црква Светог Николе                            | Стејановци        | 1774.             | Представља споменик културе од великог значаја        |
|                                            | Црква Успења Пресвете Богородице               | Сремска Рача      | 1765.             |                                                       |
|                                            | Црква Светог великомученика Георгија           | Чалма             | 1776.             |                                                       |
|                                            | Црква Силаска Светог Духа                      | Шашинци           | 1764.             | Представља споменик културе од великог значаја        |
|                                            | Црква Светог Николе                            | Шуљам             | 1779.             | Представља споменик културе од великог значаја        |

## Архијерејско намесништво Старопазовачко
| Архијерејско намесништво Старопазовачко |                                        |                   |            | |
| Слика                                   | назив цркве                            | место             | подигнута  | напомена |
|                                         | Црква Светог Николе                    | Белегиш           | 1927.      | |
|                                         | Црква Светог Николе                    | Војка             | 1857.      | |
|                                         | Црква Ваведења Пресвете Богородице     | Голубинци         | 1814.      | Представља споменик културе од великог значаја |
|                                         | Црква свете Тројице                    | Нова Пазова       | 1989.      | |
|                                         | Црква преподобног Сисоја Великог       | Нова Пазова       |            | Храм преподобне мати Параскеве, преименован посвећен преподобном Сисоју Великом (19/06. јула). Одлуком Његовог Преосвештенства епископа сремског Господина Василија Е. Бр. 179 од 30. априла 2011. године. |
|                                         | Црква преподобне мати Параскеве        | Нова Пазова       |            | |
|                                         | Црква Светог Василија Острошког        | Нови Бановци      | 1995.      | |
|                                         | Црква Преподобне мајке Ангелине        | Бановци Дунав     | 2020.      | |
|                                         | Црква Светог Николе                    | Пећинци           | 1808.      | |
|                                         | Црква Светог архангела Гаврила         | Попинци           | 1777.      | Представља споменик културе од великог значаја |
|                                         | Црква Светог Николе                    | Прхово            | 1804—1806. | Представља споменик културе од великог значаја |
|                                         | Црква Светог пророка Илије             | Стара Пазова      | 1828.      | |
|                                         | Црква Покрова Пресвете Богородице      | Стара Пазова      | у изградњи | |
|                                         | Црква Светог Николе                    | Стари Бановци     | 1777.      | Представља споменик културе од великог значаја |
|                                         | Црква Светог Јована Богослова          | Сремски Михаљевци | 1816.      | Представља споменик културе од великог значаја |
|                                         | Црква Светог Николе                    | Сибач             | 1767.      | Представља споменик културе од изузетног значаја |
|                                         | Црква Светог Николе                    | Сурдук            | 1816.      | |
|                                         | Црква Благовештења Пресвете Богородице | Крњешевци         | 1822.      | Представља споменик културе од великог значаја |

## Архијерејско намесништво Шидско
| Архијерејско намесништво Шидско |                                               |                |            | |
| Слика                           | назив цркве                                   | место          | подигнута  | напомена |
|                                 | Црква Светог Николе                           | Адашевци       | 1813.      | Подигнута 1657. године, порушена до темеља у Другом светском рату, поново изграђена и освећена |
|                                 | Црква Светих апостола Петра и Павла           | Батровци       | 2003.      | |
|                                 | Црква Светог Николе                           | Бачинци        | 1805.      | Представља споменик културе од великог значаја |
|                                 | Црква Светог цара Константина и царице Јелене | Бачинци        | у изградњи | |
|                                 | Црква Светих апостола Петра и Павла           | Беркасово      | 1771.      | Представља споменик културе од великог значаја |
|                                 | Црква Светог Георгија                         | Бингула        | 1990—1993. | Подигнут 1778. године, порушен 1944. године и поново саграђен |
|                                 | Црква великомученика Георгија                 | Вашица         | 1778.      | |
|                                 | Црква Светог Николе                           | Вишњићево      | 1790—1801. | |
|                                 | Црква Светог пророка Илије                    | Гибарац        | у изградњи | |
|                                 | Црква Светог Николе                           | Ердевик        | 1804.      | Представља споменик културе од великог значаја |
|                                 | Црква Светог великомученика Димитрија         | Љуба           | 1810.      | Представља споменик културе од великог значаја |
|                                 | Црква Светог великомученика Георгија          | Товарник       | 1799.      | |
|                                 | Црква Светог пророка Илије                    | Илинци         | 1727.      | |
|                                 | Црква Светог архангела Михаила                | Илок           | 1993.      | Старија црква, од камена, је постојала и у првој половини 18. века. Друга је подигнута од 1798—1802. године, у Другом светском рату (1942) порушена до темеља. Градња трећег, новог храма, започета 1993. године. |
|                                 | Црква Светог великомученика Георгија          | Јамена         | 1760.      | |
|                                 | Црква Успенија Пресвете Богородице            | Кукујевци      | 2015.      | |
|                                 | Црква Светог архангела Гаврила                | Моловин        | 1801.      | Представља споменик културе од великог значаја |
|                                 | Црква Светих апостола Петра и Павла           | Сот            | 2009.      | |
|                                 | Црква Рођења Пресвете Богородице              | Моровић        | 1846.      | Више пута страдала за време Другог светског рата. Представља споменик културе од великог значаја |
|                                 | Црква Преподобне мати Параскеве               | Шидски Бановци | 1818.      | |
|                                 | Црква Светог Николе                           | Шид            | 1780.      | Представља споменик културе од великог значаја |
|                                 | Црква Успенија Пресвете Богородице            | Шид            | 2008.      | |
|                                 | Црква Светог великомученика Кнеза Лазара      | Шид            | у изградњи | |